# Janis Christu (kompozytor)
Janis Christu (gr. Γιάννης Χρήστου; ur. 8/9 stycznia 1926 w Heliopolis, zm. 8 stycznia 1970 w Atenach) – grecki kompozytor.

## Życiorys
Urodził się w Egipcie w rodzinie greckiego przedsiębiorcy. Uczęszczał do Victoria College w Aleksandrii. W latach 1945–1948 studiował filozofię na King’s College w Cambridge pod kierunkiem Bertranda Russella i Ludwiga Wittgensteina, jednocześnie pobierając prywatnie lekcje kontrapunktu i kompozycji u H.F. Redlicha w Letchworth. W 1948 roku studiował psychologię w instytucie C.G. Junga w Zurychu. Od 1948 do 1949 roku uczył się orkiestracji i analizy u A.F. Lavagnino w Gavi i Rzymie.
Od 1949 do 1950 roku brał udział w letnich kursach kompozytorskich w Accademia Musicale Chigiana w Sienie. Resztę życia spędził w dobrowolnej samotności. Początkowo mieszkał w Aleksandrii, później od 1960 roku na zmianę w Atenach i na Chios. Zginął w wypadku samochodowym.

## Twórczość
Początkowo uprawiał muzykę neostylistyczną, dość wcześnie zainteresował się jednak dodekafonią, później zaś muzyką elektroniczną i muzyką graficzną. W twórczości Christu silnie zaznacza się wpływ serializmu i aleatoryzmu, czego wyrazem mogą być skomponowane w latach 1966–1968 Anaparastasis – 140 w większości niekompletnych fragmentów muzycznych o niepełnej notacji, z pozostawieniem wykonawcom dopełniania tekstu muzycznego. W późniejszym okresie twórczości skłaniał się coraz bardziej ku nurtom muzyki metafizycznej i mistyczno-magicznej.
Wybrane kompozycje:
- poemat symfoniczny Phoenix (1949)
- Patters and Permutations (1960)
- Toccata na fortepian i orkiestrę (1962)
- Praxis for 12 na 11 do 40 instrumentów smyczkowych i orkiestrę (1966)
- Enantodromia (1968)
- 3 symfonie (1951, 1958, 1962)
- Latin Liturgy na chór, instrumenty dęte blaszane i perkusję (1953)
- Six Songs na mezzosopran i fortepian do słów T.S. Eliota (1955; wersja orkiestrowa 1957)
- Tongues of Fire na mezzosopran, tenor, bas i orkiestrę do słów Nowego Testamentu (1964)
- Mysterion na narratora, aktorów, 3 chóry, orkiestrę i taśmy do słów żałobnych tekstów staroegipskich (1966)
- The Strychnine Lady na altówkę solo, 5 aktorów, orkiestrę kameralną, taśmę magnetyczną, zabawki i czerwoną tkaninę (1967)
- opera Oresteja do tekstu Ajschylosa (1967–1970), niedokończona